# Haidling (Grafing bei München)
Haidling ist ein Stadtteil von Grafing bei München im oberbayerischen Landkreis Ebersberg. Das Dorf liegt circa einen Kilometer südwestlich des Zentrums von Grafing.